# 표면밝기 요동
표면밝기 요동(Surface brightness fluctuation (SBF))법은 은하수까지의 거리를 계산하기 위한 또 다른 부수적인 우주 거리 사다리로 이용된다. 이 기술은 '은하수는 한정된 수의 별로 이루어졌다는 사실' 을 이용하는데, 많은 수의 별 중 은하수의 어느 작은 부분을 예로 들면, 한 곳에서 어느 다른 곳으로 너무 다양한 표면밝기 분포가 마치 노이즈 같은 요동을 치게 된다. 반면에 은하계의 여러 별은 아주 다양한 범위의 광도를 가지고 있는데, 이 표면밝기 요동은 모든 별이 같은 밝기를 가지고 있는 특징이 있다고 말할 수 있다. 오래된 타원은하일수록 꽤 일치하는 은하 분포를 가지고 있고(이는 표면밝기 요동이 비슷하다는 말이다.), 따라서 일반적으로 요동치는 별은 표준촛불(standard candle: 거리를 잴 때 이용하는 기본적인 별들)로 간주될 수 있다. 사실 나이와 금속함유에 따라서 수정이 필요할 수도 있다. 표면밝기 요동은 오래된 은하 분포 (pop II)에 이용되고, 대마젤란은하의 세페이드 변광성의 관찰을 기본으로 한 기본적인 세페이드 주기-광도 관계식에도 이용된다.